# Siurac (Òlt)
Siurac (en francès Cieurac) és un municipi francès situat al departament de l'Òlt i a la regió d'Occitània.

## Demografia
| 1962                                       | 1968 | 1975 | 1982 | 1990 | 1999 | 2006 |
| ------------------------------------------ | ---- | ---- | ---- | ---- | ---- | ---- |
| 191                                        | 212  | 229  | 279  | 264  | 287  | 402  |
| Des de 1962: població sense dobles comptes |      |      |      |      |      |      |

## Administració
| Període   | Identitat       | Partit |
| --------- | --------------- | ------ |
| 1995-2001 | Gilbert Conquet |        |
| 2001-     | Guy Peyrus      |        |